# グリンゴ
『グリンゴ』 (GRINGO) は、手塚治虫による日本の漫画。『ビッグコミック』（小学館）にて1987年15号（8月10日号）より1989年2号（1月25日号）まで連載され、作者の死去により未完となった。

## 概要
主人公・日本 人（ひもと ひとし）を通して、高度経済成長期の商社に仕えるサラリーマンの姿、異国から見た日本人像を描き「日本人とは何か」を問うた社会派サスペンス漫画。
タイトルの「グリンゴ」 (Gringo) にはスペイン語で「よそもの」という意味がある。グリンゴの語源は諸説あるが、スペイン語でギリシャやギリシャ人をさすGriegoから転じたという説が強く（要するに外国なまりが強いスペイン語を話す奴ら、聞き取れないスペイン語を話す奴らという蔑称）、現在ではラテンアメリカから見ておもに北アメリカ、カナダ、アメリカ合衆国の白人たちを指した蔑称である（ただし、白人のみとは限らず北米の黒人を指すこともあり、動画で北米の黒人のスペイン語を例えにグリンゴと揶揄されているものがある。さらに国や地域によっては、先進国の人たち一般を指すこともある。例えば Gringo Japones など）。
大人向けの漫画ということで、やや過激な描写も見られる。
『ルードウィヒ・B』『ネオ・ファウスト』と共に手塚の遺作となった漫画の一つである。手塚の胃癌が進行していく最中にも描き続けられ、最後の6回はすべて病院のベッドの上で描かれたものである。講談社版『手塚治虫漫画全集』の『グリンゴ』の巻末には、かつての手塚治虫の似顔絵とは似ても似つかない、骨と皮だけのようなガリガリの状態で本作を描き上げている様子が自身の漫画で描かれている。
田中圭一によるリメイク作品『グリンゴ2002』が2002年、『トラウママンガマガジン』（英知出版）創刊号に掲載された。

## あらすじ
時は1982年。南米の商業都市カニヴァリアに主人公・日本人は支社長として赴任する。会社への厚い忠誠心を持った日本であったが、社内での政変によって恩人の専務が失脚、日本も僻地エセカルタに左遷される。自分を貶めた常務派やカニヴァリア副支社長の熊谷への恨みもあって、日本はこの南米の排日感情の強い発展途上国で一攫千金を目指し、鉱山の開発に着手する。ゲリラの協力と稀な幸運でレアメタルの鉱脈を突き止めた日本であったが、その2年後の1984年、政府軍がゲリラを鎮圧し、日本らは逃避行を強いられることになる。果たして日本らの運命は……?

## 主な登場人物
日本 人（ひもと ひとし）
主人公。江戸商事に勤める低身長だががっしりした体格の商社マン。南米リド共和国の商業都市カニヴァリアに35歳の若さで支社長として赴任する。趣味・特技は相撲で、アマチュア時代は真芽錦（まめにしき）という四股名で郷里では草相撲の横綱だった。本気で関取を目指し上京したが、新弟子検査で身長が足りないと判断されて落ちてしまう。それでも相撲部屋に居ついて雑用していた頃、藪下専務に拾われて江戸商事に入社した。藪下専務の失脚後、常務派の追い落としに巻き込まれ、島流し同様にサンタルナ共和国に新設したエセカルタ支社の支社長に任命される。
エレン
日本の妻。日本国籍を持つフランス系カナダ人（ケベック州出身）であるが、日本の心を持つ女性。日本語とフランス語が話せる。茶道の心得もあり、師範の肩書きを持つ。
ルネ
日本とエレンの娘。歳は6歳。
熊谷
カニヴァリア副支社長。常務派で日本を陥れるが、日本が交渉するはずだったアルバレスの土地を巡ってトラブルになり、責任を取らされて更迭されてしまう。
アントニオ・アルバレス
リド共和国の広大な土地を持つ大地主。その土地にはマンガンの存在が確認され、その取得のために日本が支社長として交渉に当たる。ドイツにいた頃があり、親衛隊らしき軍服を着用した写真が存在しており、その写真を見た途端に不機嫌になるあたり、何かに関与していたと思われる。
鬼外 カズ（おにがそと カズ）
江戸商事エセカルタ支社の社員。お抱え運転手として現地採用された。元はゲリラのメンバーだった。貧しい炭鉱町の出身で、1970年代に過激分子としてマークされていた。
影山
サンタルナ共和国日本大使。気苦労が絶えないのか（エイズの疑いもある）、疲れきった顔をしている。日本の大使館表敬訪問の際、サンタルナ共和国に関するファイルを提供し、日本は国の事情とレアメタルの存在を知ることになる。また、国境近くには移民した日本人が勝ち組と負け組となって存在するということも教えた。
ホセ・ガルチア
サンタルナ共和国革命軍（ゲリラ）のリーダー。元々はサンタルナ大統領となったドミンゴ・ドモラスの同志だったが、ドモラスの政治力の無さのせいで国が貧しいままで民衆が爆発寸前となり、それをドラモスが力ずくで抑えこもうとしたため、袂をわかってゲリラ軍を率いるリーダーとなった。本拠地とした廃坑の山にはレアメタルの存在が確認され、日本が鬼外の仲介で交渉に赴き、江戸商事によるレアメタルの独占契約を結ぶ。1年後、政府軍の本格的なゲリラ掃討作戦の際に重傷を負い、最期は愛人の美穂と道連れに果てた。
戸隠 美穂（とがくし みほ）
ホセ・ガルチアの愛人。自分の利益のためなら誰とでも寝る女。普段はエセカルタのホテルエスメラルダで過ごしている。日本にいた頃に結婚していたが、夫が株で失敗して別れて以来、人生観が変わり死のうと思って各地を流れ、最後に南米へたどり着いた。
近藤
「カニヴァリア・ジャーナル」の記者。日本を追って取材してくる。学生時代は科学欄の記者を志していた。
藪下
江戸商事の専務で日本人を見出した人物。日本がカニヴァリアに支社長として赴任した直後、常務派との争いに負けて失脚する。その後、日本の勧めで貿易会社を興し、レアメタルの取引を行うが、江戸商事のライバル商社である五代商事と繋がりを持ち、結果的に日本を裏切ってしまう。なお、作中では名前だけの登場で姿を見せない。

## サブタイトル
1. 序章『カニヴァリア』－1982年7月－
2. 第1章『危険な賭け』
3. 第2章『誘拐者の周辺』
4. 第3章『エセカルタ』－1982年9月－
5. 第4章『文化果つるところ』
6. 第5章『モンテトンボ山』－1982年11月－
7. 第6章『クラブ・エスメラルダ』
8. 第7章『エセカルタ』－1984年1月－
9. 第8章『逃避行』
10. 第9章『プエルトネグロス村』
11. 第10章『焼畑の村にて』
12. 第11章『東京村』－1984年4月－
13. 第12章『勝ち組』
14. 第13章『奉納大相撲前夜』

## モデル
- 作中で後天性免疫不全症候群（エイズ）について触れられている箇所があるが、手塚プロダクションは巻末で「この認識については現在の科学的知見とやや異なっている場合があります」とコメントしている。
- 公式サイトによると、作中で日本がゲリラに誘拐される事件は、1986年フィリピンで起きた三井物産マニラ支店長誘拐事件をモデルにしているという。ちなみにこの事件の被害者男性は、手塚治虫と同じ1989年2月9日に亡くなっている。

## 単行本
- ビッグコミックス『グリンゴ』（小学館） 全3巻
- 手塚治虫漫画全集『グリンゴ』（講談社） 全3巻
- 小学館叢書『グリンゴ』（小学館） 全2巻
- 小学館文庫『グリンゴ』（小学館） 全2巻
- 手塚治虫文庫全集『グリンゴ』（講談社）全2巻